# Smith Cho
 (avril 2014).
Smith Cho est une actrice américaine d'origine coréenne. 

## Biographie
Smith Cho apparaît dans quelques films comme Bad Boys 2 (2003) de Michael Bay ou Norbit (2007)  de Brian Robbins. Elle est notamment connu pour son rôle de Zoé dans Le Retour De K2000.

## Filmographie

### Cinéma
- 2003 : Bad Boys 2 de Michael Bay
- 2007 : Norbit de Brian Robbins
- 2009 : Fired Up (Sea, sex and fun) de Will Gluck

### Télévision
| Année     | Titre               | Rôle        | Notes                         |
| --------- | ------------------- | ----------- | ----------------------------- |
| 2003      | Six Feet Under      | Art Student | Épisode, "Le Dernier Tableau" |
| 2003      | Gilmore Girls       | Une fille   | Épisode,                      |
| 2003      | Boston Public       | Sandy       | Épisode,                      |
| 2008-2009 | Le Retour de K 2000 | Zoe         | Saison 1                      |
| 2009      | Ugly Betty          | Megan       | 4 épisodes                    |
| 2012      | Jane by Design      | Rita Shaw   | saison                        |